# Turbonilla fustis
Turbonilla fustis is een slakkensoort uit de familie van de Pyramidellidae. De wetenschappelijke naam van de soort is voor het eerst geldig gepubliceerd in 1995 door Odé.